# Ludwig Braunfels
Ludwig Braunfels, bis 1835 Lazarus Braunfels (* 22. April 1810 in Frankfurt am Main; † 25. September 1885 ebenda) war ein deutscher Journalist, Dichter und Übersetzer.

## Leben
Lazarus Braunfels war der Sohn von Philipp (Feidel) Braunfels (* 1772 in Darmstadt; † 25. Juni 1848 in Frankfurt) und der Jette (genannt Gütle), geb. Geiger. In Frankfurt besuchte er das Philanthropin. Er studierte an der Ruprecht-Karls-Universität Heidelberg Philosophie und neuere Sprachen und promovierte an der Universität Gießen. Von 1833 bis 1838 war er Redakteur der Rhein- und Moselzeitung. 1833–1838. 1835 konvertierte er „aus Überzeugung“ vom jüdischen zum evangelischen Glauben. 1838 begann er mit dem Studium der Jurisprudenz an der Rheinischen Friedrich-Wilhelms-Universität in Bonn. Dort war er auch Mitglied im Maikäferbund. Nach einer speziellen Prüfung durch die Frankfurter Behörden ließ er sich 1840 in Frankfurt als Anwalt nieder. Unter anderem war er der „Rechtskonsultant“ des Bankhauses Erlanger Söhne, das dem Bankhaus Rothschild an Finanzkraft überlegen war. Später war er auch Justiziar der Frankfurter Metallgesellschaft.
Im Frühjahr 1842 versuchte Moses Heß Braunfels als Mitredakteur der Rheinischen Zeitung für Politik, Handel und Gewerbe zu gewinnen, letztlich sandte Braunfels nur einige Korrespondenzen für diese Zeitung. Seit dem Winter 1845 war er Teilnehmer des Frankfurter Montagskränzchens, das von Maximilian Reinganum gegründet war. Erstmals in der liberalen Bewegung in der deutschen Geschichte kam es hier zu einer Zusammenarbeit von Juden und Nichtjuden. Bei Beginn der Revolution 1848 in Frankfurt war Braunfels aktiv. Er begrüßte die „6 Punkte“ und schrieb: „Eine Delegation aus Mappes, Reinganum, Binding, Jucho, Küchler … überreichte dem Bürgermeister von Heyden die Adresse. auch ich bin ausgezogen die Adresse zu überreichen“. Kurz danach musste er nach Koblenz und Paris fliehen. Im Oktober 1849 war er Mitglied der verfassungsgebenden Versammlung in Frankfurt am Main. 1855 bis zum Ende der Freien Stadt Frankfurt war er Mitglied im Gesetzgebenden Körper.
1852 heiratete er die wohlhabende Witwe Fanny Hochstätter, geb. Schreyer (* 1806; † 1865). Deren Sohn Jesaias Hochstätter (nachmals namentlich Otto Braunfels) und Tochter Flora Hochstätter adoptierte Braunfels 1861. In zweiter Ehe war er seit dem 13. November 1866 mit Helene Spohr (1842–1920) verheiratet. Aus dieser Ehe gingen die Kinder Ottilie (* 1867), Helene (* 1873), Marie Spohr-Braunfels (1878–1939) und der Komponist Walter Braunfels hervor.
Er war Mitgründer und einer der ersten Inhaber der Neuen Frankfurter Zeitung, der späteren Frankfurter Zeitung. Als Mitarbeiter und politischer Redakteur der Zeitung vertrat er sie auch vor Gericht, z. B. im Prozess gegen den Reichstagsabgeordneten Carl Braun. 1866 gehörte er der Frankfurter Gesetzgebenden Versammlung als Mitglied der Fortschrittspartei an. Braunfels war zudem Mitglied der Frankfurter Freimaurerloge Sokrates zur Standhaftigkeit.
Als Dichter schuf Ludwig Braunfels unter anderem das Trauerspiel Agnes (1840). Zwischen 1855 und 1859 verfasste er Theaterkritiken für das Frankfurter Museum. Süddeutsche Wochenschrift für Kunst, Literatur und öffentliches Leben seines Freundes Theodor Creizenach. Von bleibender und bis heute wirksamer Bedeutung war jedoch Braunfels’ Tätigkeit als Übersetzer. Er schuf eine Übersetzung des Nibelungenliedes, die er gemeinsam mit dem Urtext herausgab. Sein wichtigstes Werk war die Übersetzung des Don Quijote von Miguel de Cervantes, die er ursprünglich mit einem ausführlichen Kommentar versehen wollte. Diesen führte er jedoch nicht über das 6. Kapitel hinaus. 1859 war er einer der Initiatoren der Deutschen Schillerstiftung und 1865 als Vertreter der Schillerstiftung Mitglied des Freien Deutschen Hochstift in Frankfurt am Main. Dort setzte er sich mit dem „deutsch-tümelnden“ Vorsitzenden Otto Volger auseinander, der ihn als einen „Wortführer semitisch literarischer Kreise“ bezeichnete.

## Ehrungen
- Von der spanischen Regierung wurde er wegen seiner Verdienste um die spanische Literatur zum Frankfurter Honorarkonsul ernannt.
- Sein Stiefsohn Otto Braunfels gründete 1902 die Dr. Ludwig Braunfels-Stiftung.[12]

## Werke (Auswahl)
- Entwickelung der staatlichen Verhältnisse Frankfurt's bis zum Jahre 1612. Coblenz 1835. Digitalisat
- Molières sämmtliche Werke. Übersetzt von L. Braunfels, F. Demmler, E. Duller u. a. Hrsg. von Louis Lax. 5 Bde. Mayer, Aachen / Leipzig 1837–1838
- Sir E. L. Bulwer: Richelieu, oder die Verschwörung. Trauerspiel in fünf Akten. Aus dem Englischen nach der achten Auflage übersetzt von Dr. Ludwig Braunfels. Mayer und Somerhausen, Aachen / Leipzig 1839 (E. L. Bulwer's sämtliche Werke Bd. 36)
- Die Mainufer und ihre nächsten Umgebungen. Mit 54 Stahlstichen, nach Original-Zeichnungen von Fritz Bamberger in 18 Heften. Etlinger, Würzburg 1847. Digitalisat
- Schiller's Wilhelm Tell. The German text, with an interlinear translation, grammatical and historical notes, and an introduction containg the elements of German grammar. Von Ludwig Braunfels und Arthur Ch. White. Williams & Norgate, London 1847. Digitalisat
- Das Nibelungen-Lied. Der Nibelunge Nôt. Urtext mit gegenüberstehender Übersetzung nebst Einleitung und Wörterbuch. Literarische Verlagsanstalt (J. Rütten), Frankfurt am Main 1846. Digitalisat
- Die Männer des Volks. Dargestellt von Freunden des Volks. Unter Mitwirkung von Dr. L. Braunfels, Karl Buchner, Dr. Th. Creizenach, Dr. Dräxler-Manfred, Dr. E. Duller, Dr. Karl Gutzkow. Hrsg. Eduard Duller. 8 Bde. Meidinger, Frankfurt am Main 1847–1850 (darin in Bd. 3 Georg Washington von Braunfels. Digitalisat)
- Die deutsche Nationalversammlung. Erster Abschnitt: Vom Zusammentritt der Versammlung bis zur Erwählung des Reichsverwesers; Zweiter Abschnitt: Von der Erwählung des Reichsverwesers  bis zum Frankfurter Septemberaufstande; Dritter Abschnitt: Vom Frankfurter Septemberaufstande bis zur Auflösung des Rumpfparlaments zu Stuttgart. In: Die Gegenwart. Eine encyklopädische Darstellung der neuesten Zeitgeschichte für alle Stände, F. A. Brockhaus, Leipzig, Bd. 5 (1850), S. 168–207 (Web-Ressource); Bd. 7 (1852), S. 238–333 (Web-Ressource); Bd. 9 (1854), S. 159–209 (Web-Ressource).
- Dramen aus und nach dem Spanischen. 2 Th. Sauerländer, Frankfurt am Main 1856. Theil 1 Digitalisat Theil 2 Digitalisat
- Absichten und Aussichten des Reformprojektes.  6 Aufsätze aus der neuen Frankfurter Zeitung. Auffahrt, Frankfurt a. M. 1863
- Mit Karl Moriz Rapp, Hermann Kurz (Hrsg.): Spanisches Theater. 7 Bde. Verlag des Bibliograph. Instituts, Leipzig 1865–1869 (Schauspiele von Tirso de Molina. Digitalisat)
- Kritischer Versuch über den Roman Amadis von Gallien. Otto Wigand, Leipzig 1876
- Miguel de Cervantes Saavedra: Der sinnreiche Junker Don Quijote von der Mancha. Übersetzt, eingeleitet und mit Erläuterungen versehen. 4 Bde. Spemann, Stuttgart 1883 (Deutsche Hand- und Hausbibliothek. Collection Spemann) Ausgabe Trübner, Straßburg 1905 Digitalisat
- Agnes. Trauerspiel. Verkürzte Bearbeitung für die Bühne. Carl Georgi, Bonn 1870. Digitalisat
- Otto Braunfels (Hrsg.): Gedichte von Ludwig Braunfels (1810–1888) den Freunden als Erinnerungsgabe zur Wiederkehr seines hundertsten Geburtstages dargereicht. Frankfurt am Main 1910.

## Archivalien und Briefe
- Institut für Stadtgeschichte, Frankfurt am Main. Signatur: Nachlassakten Ludwig Braunfels. 1861. 60.
- Institut für Stadtgeschichte, Frankfurt am Main. Signatur: Nachlassakten Braunfels, Fanny, geb. Scheyer. 1865. 67.
- Institut für Stadtgeschichte, Frankfurt am Main. Signatur: Personengeschichte. S2.383.
- Institut für Stadtgeschichte, Frankfurt am Main. Signatur: Senatssupplikationen 905 Bd. 1 Blumenthal, Wilhelm Alexander, * 13. September 1846 in Frankfurt, mit Einverständnis seines Vormundes Dr. Ludwig Braunfels.
- In der Datenbank Kalliope befinden sich 40 Handschriftendatensätze von Ludwig Braunfels und weitere vier an ihn. (Briefe an Berthold Auerbach, Theodor Creizenach, Franz von Dingelstedt, Karl Gutzkow, Philipp Friedrich Gwinner, Abraham Geiger und andere.)
- Universitäts- und Landesbibliothek Bonn. Nachlaß Gottfried und Johanna Kinkel Signatur: S 2426; S 2660,1 (Zwei Gedichte.)
- Biblioteka Jagiellońska, Krakau (Polen), Sammlung Varnhagen, Kasten 34 (Brief an F. A. Brockhaus 1853, an Karl August Varnhagen von Ense 1856.)